# Az év fehérorosz labdarúgója
Az év fehérorosz játékosa díjat a labdarúgásban a fehérorosz Прессбол (Pressball) sportújság osztja ki.

## Győztesek
- 1983: Szjarhej Hocmanav -Dinama Minszk
- 1984: Szjarhej Alejnyikav -Dinama Minszk
- 1985: Szjarhej Hocmanav -Dinama Minszk
- 1986: Szjarhej Alejnyikav -Dinama Minszk
- 1987: Szjarhej Hocmanav -Dinama Minszk
- 1988: Szjarhej Alejnyikav -Dinama Minszk
- 1989: Szjarhej Hocmanav -Dinama Minszk
- 1990: Aljakszandr Mjatlicki -Dinama Minszk/Osijek
- 1991: Jurij Kurbika -Dinama Minszk
- 1992: Andrej Zigmantovics -Groningen/Dinama Minszk
- 1993: Szjarhej Heraszimec -Dinama Minszk
- 1994: Andrej Zigmantovics -Racing de Santander
- 1995: Valjancin Bjalkevics -Dinama Minszk
- 1996: Uladzimir Makovszki -Dinama Minszk
- 1997: Andrej Lavrik -Dinama Minszk
- 1998: Aljakszandr Hackevics -Dinamo Kijev
- 1999: Szjarhej Gurenka -Lokomotív Moszkva/AS Roma
- 2000: Aljakszandr Hackevics -Dinamo Kijev
- 2001: Henadz Tumilovics -Rosztov
- 2002: Aljakszandr Hleb -Stuttgart
- 2003: Aljakszandr Hleb -Stuttgart
- 2004: Makszim Ramascsenka -Trabzonspor/Dinamo Moszkva
- 2005: Aljakszandr Hleb  -Stuttgart/Arsenal
- 2006: Aljakszandr Hleb  -Arsenal
- 2007: Aljakszandr Hleb  -Arsenal
- 2008: Aljakszandr Hleb  -Arsenal/Barcelona
- 2009: Aljakszandr Kulcsi  -Rosztov
- 2010: Jurij Zsavnov  -Zenyit Szankt-Petyerburg
- 2011: Aljakszandr Hutar  -BATE Bariszav
- 2012: Renan Bresszan  -BATE Bariszav